# Temnothorax hanlu
Temnothorax hanlu (лат.) — вид мелких муравьёв рода Temnothorax из подсемейства мирмицины (Formicidae). Встречается в Китае.

## Этимология
Видовое название T. hanlu происходит от слова «Hánlù» (寒露, «ханлю», «холодная роса»), обозначающего один из 24 сроков (знаков зодиака) традиционного Китайского солнечного календаря (знак Весы, с 8 октября).

## Распространение
Китай: провинция Юньнань.

## Описание
Мелкие муравьи (менее 3 мм), основная окраска тела коричневато-жёлтая (брюшко чёрное). Новый вид сходен с T. eburneipes (Wheeler, 1927), но отличается тем, что у нового вида дорсум головы сетчатый на центральной продольной полосе, вершины проподеальных шипов слабо загнуты вниз при боковом виде; у T. eburneipes дорсум головы гладкий на центральной продольной полосе, вершины проподеальных шипов слабо загнуты вверх при боковом виде. Новый вид также сходен с T. ruginosus Zhou et al., 2010, но отличается тем, что у нового вида петиолярный узел относительно выше и трапециевидный при виде сбоку, передний стебелёк примерно такой же длины, как петиолярный узел, брюшко чёрное; у T. ruginosus петиолярный узел относительно ниже и прямоугольный при виде сбоку, передний стебелёк короче петиолярного узла, брюшко коричневато-жёлтое. Новый вид также похож на T. reticulatus (Chang & He, 2001), но отличается тем, что у нового вида проподеальные шипы отчётливо изогнуты назад при боковом виде, петиолярный узел трапециевидный, дорсум головы сетчатый; у T. reticulatus проподеальные шипы относительно прямые при боковом виде, петиолярный узел треугольный, дорсум головы в основном продольно морщинистый. Заднегрудь угловатая, с короткими проподеальными шипиками. Грудь и голова сверху с морщинками, профиль ровный, без промезонотального и метанотального шва. Брюшко гладкое и блестящее. Усики 12-члениковые. Вид был впервые описан в 2024 году китайскими мирмекологами Yu-Han Qian и Zheng-Hui Xu (Southwest Forestry University, Куньмин, Юньнань) по типовым материалам из Китая.

### Комментарии
1. ↑  В западном календаре это соответствует второй половине зодиакального знака Весы (с 8 октября), а в переводе означает «холодная роса». Первой половине соответствует qiūfēn и назван вид Temnothorax qiufen.